# Cyanopelor magnificus
Cyanopelor magnificus är en stekelart som först beskrevs av Morley 1916.  Cyanopelor magnificus ingår i släktet Cyanopelor och familjen brokparasitsteklar. Inga underarter finns listade i Catalogue of Life.